# Biserica de lemn din Potingani

Biserica de lemn „Sfinții Arhangheli Mihail și Gavriil” din Potingani, județul Hunedoara, foto: octombrie 2008.

Biserica de lemn din Potingani, județul Hunedoara a fost ridicată în anul 1858. Are hramul „Sfinții Arhangheli Mihail și Gavriil”. Biserica nu este pictată și nu se află pe noua listă a monumentelor istorice.

## Istoric și trăsături
Biserica „Sfinții Arhangheli Mihail și Gavriil” din Potingani, cătun depopulat, dependent din punct de vedere administrativ de municipiul Brad, a fost ridicată la mijlocul sec al XIX-lea, pe locul altui edificiu din bârne, pictat de Constantin Zugravul; incendiat in timpul Revoluției de la 1848-1849, acel lăcaș de cult apare menționat atât în tabelele conscripțiilor din anii 1733, 1750, 1761-1762, 1805 și 1829-1831, cât și pe harta iosefină a Transilvaniei (1769-1773). Edificiul, amplificat în anul 1889, în timpul păstoririi preotului Aron Faur, se  compune dintr-un altar pentagonal decroșat, o navă dreptunghulară spațioasă, cu un pridvor deschis în dreptul intrării sale sudice (alta se găsește la vest), și un turn-clopotniță suplu, cu foișor în console și fleșă zveltă; la acoperiș s-a folosit, în exclusivitate, tabla. Sub tencuiala interioară, văruită simplu, se ascund urmele unui bogat decor iconografic, operă a pictorului Ioan Cuc din Lupșa, autorul câtorva icoane împărătești din anii 1858-1862. Lăcașul, sfințit în 1927, a fost supus unor șantiere de reparații în anii 1936 și 1988.